# Charlotte Christine Buissine
Charlotte Christine Buissine, född 1749, död ?, var mätress till Vilhelm I av Hessen 1775-1778. 
Hon var dotter till Henri Buissine och Charlotte Varlut. Hon blev den första av tre mätresser till Vilhelm I, och fick fyra barn under sin tid som mätress. Hennes barn fick alla titeln baron eller baroness von Heimrod. Hon ersattes av Rosa Dorothea Ritter.  